# Christian Rudzki
Christian Rudzki (* 26. Juli 1946 in der Tschechoslowakei; † 25. Mai 2024) war ein argentinischer Fußballspieler. Er spielte für die argentinischen Clubs Deportivo Español und Estudiantes de La Plata sowie in der deutschen Bundesliga für Hannover 96. Mit Estudiantes gewann Rudzki 1969 und 1970 die Copa Libertadores, für Hannover 96 absolvierte er in der Saison 1972/73 vier Bundesligaspiele.

## Werdegang
Der gebürtige Tschechoslowake Rudzki floh aus seinem Heimatland, als er dort in die Nachwuchsnationalmannschaft berufen wurde. Unter Osvaldo Zubeldía gehörte er der goldenen Generation bei Estudiantes de La Plata an, die den langjährigen Abstiegskandidaten in eine Spitzenmannschaft transformierte. Hatte der Klub 1967 erstmals den nationalen Meistertitel und mit dem Gewinn der Copa Libertadores 1968 auch international einen Erfolg gefeiert, war er ab 1969 Teil der Mannschaft, die durch die Titelverteidigung in der Copa Libertadores 1969 und 1970 als erster Klub den Titel-Hattrick schaffte. Damit war er der erste Europäer, der den südamerikanischen Titel gewann. 1970 kam er in beiden Weltpokalfinalspielen zum Einsatz, Feyenoord Rotterdam unter Ernst Happel setzte sich jedoch letztlich durch. Auch in den Endspielen um die Copa Libertadores 1971 stand er jeweils in der Startformation, Nacional Montevideo verhinderte jedoch in einem Entscheidungsspiel den vierten Erfolg hintereinander.
1972 kehrte Rudzki nach Europa zurück, wo er sich dem Bundesligisten Hannover 96 anschloss. Nach eigener Angabe soll sich Estudiantes mit acht Monatsgehältern im Rückstand befunden haben, deshalb sein Wechsel nach Europa. In Hannover schenkte man dem ersten Argentinier in der deutschen Eliteklasse jedoch kaum Beachtung, in der Saison 1972/73 wurde er lediglich viermal in der Bundesliga eingesetzt und schoss an seinem Debüttag, den 30. September 1972, bei einem 3:1-Heimerfolg gegen den VfB Stuttgart den Treffer zum 3:1-Endstand. Im Buch über „Die Roten“ wurde im Rückblick notiert, dass sich lediglich mit Karl-Heinz Mrosko ein klangvoller Name den 96ern vor Rundenbeginn 1972/73 angeschlossen habe. Der Argentinier Christian Rudzki glänzte nur durch Erfahrung. Zu seinem dritten Bundesligaeinsatz am 14. Oktober 1972 beim 1. FC Köln (0:0) ist in der Bundesliga Chronik festgehalten: Eine Viertelstunde vor Schluss ließ sich Trainer Hans Hipp endlich erweichen und schickte wie aus Trotz den vom Publikum lautstark geforderten Rudzki auf den Platz. „Und wenn sich die Leute auf den Kopf stellen, Rudzki hat einfach noch nicht das Bundesligatempo drauf“, behielt Hannovers Trainer Recht. Mit dem Einsatz am 21. Oktober 1972 beim Auswärtsspiel gegen den 1. FC Kaiserslautern (1:2) endete die Bundesligakarriere des Argentiniers. Er war für den verletzten Hans Siemensmeyer im Mittelfeld an der Seite von Ludwig Denz und Peter Rühmkorb auf dem Betzenberg aufgelaufen. In einer Meldung vom 11. Dezember 1972 im Kicker-Sportmagazin wurde mitgeteilt, dass geplant sei, den sich bis 30. Januar 1973 im Heimaturlaub befindlichen Spieler zu verkaufen. Am 16. April 1973 legte der Kicker mit der Meldung nach, dass der sich bis 31. Juli 1973 beurlaubte Spieler sich auf Vereinssuche in Mexiko befinde.
Bei der feierlichen Wiedereröffnung des Estadio Jorge Luis Hirschi am 9. November 2019 war Rudzki vor Ort.
Rudzki starb am 25. Mai 2024 im Alter von 77 Jahren an einer Krebserkrankung.